# Qilakitsoq
Qilakitsoq (letterlijk ‘de hemel hangt laag’) is een verlaten nederzetting in centraal West-Groenland, gelegen in de gemeente Qaasuitsup. Deze plaats werd in de jaren zeventig bekend als de vindplaats van acht circa 500 jaar oude, gemummificeerde lijken uit de Thulecultuur, die inzicht verschaffen in het toenmalige leven van de Groenlandse Inuit.
De nederzetting bevond zich aan een fjord nabij Uummannaq, op de noordelijke oever van het schiereiland Nuussuaq. De naam van de plaats, ‘de hemel hangt diep’, verwijst waarschijnlijk naar de steile klippen en het frequente voorkomen van mist in dit gebied.

## Geschiedenis
Deze regio werd reeds 4.300 jaar geleden gekoloniseerd door mensen uit de Saqqaqcultuur, die waarschijnlijk via Ellesmere Island waren gekomen. Omstreeks het jaar 1000 AD arriveerde een tweede migratiegolf vanuit Alaska, de zogenaamde Thulecultuur, die tot circa 1.800 bleef bestaan. In Qilakitsoq bevond zich een vestiging van een dertigtal personen, die hier ’s winters in traditionele qarmaqs woonden en ’s zomers in de omliggende fjorden in hun tenten verbleven. De omgeving van Qilakitsoq geldt als zeer rijk aan wild: er werd waarschijnlijk, benevens de visvangst, zowel op zeehonden en walvissen gejaagd als op ijsberen, rendieren en alpensneeuwhoenderen.
De oudste vermelding van Qilakitsoq stamt uit 1789, kort na de stichting van Uummannaq in 1761. De Europeanen noemden de nederzetting destijds Killekitok. Anno 1811 werd voor het laatst gewag gemaakt van de plaats; klaarblijkelijk werd het dorp niet lang nadien door de bewoners verlaten, mogelijk door toedoen van de Europeanen die hier op grote schaal met netten de zeehonden vingen.

## Vondsten
Qilakitsoq kwam reeds in 1903 onder de aandacht, toen de toenmalige koloniale commissaris enkele gevonden artefacten naar het Nationalmuseet stuurde, waaronder huishoudelijke voorwerpen en jachtgereedschap, vooral van recentere datum.
Er bevinden zich meerdere graven in Qilakitsoq, en tot op heden kan men er menselijke resten onder steenhopen aantreffen. Twee jagers uit Uummannaq, Hans en Jokum Grønvold, ontdekten op 9 oktober 1972 een graf met meerdere mummies, terwijl ze op alpensneeuwhoenderen aan het jagen waren. Het tweetal dekte het graf weer toe en verwittigde de autoriteiten. Het zou echter nog tot 1978 duren vooraleer de mummies voor wetenschappelijk onderzoek naar Kopenhagen zouden worden overgebracht, en in de tussentijd hadden onvoorzichtige bezoekers reeds enige schade aangericht. Hans en Jokum Grønvold hadden het graf verschillende malen gerepareerd.
In het kader van de repatriëring van Groenlandse cultuurgoederen werden de mummies anno 1982 terug naar Groenland gebracht. De vier best bewaarde mummies worden in het Nationaal museum van Groenland in Nuuk tentoongesteld en vormen een van de voornaamste toeristische trekpleisters van de stad.

## Positie en staat van de mummies
Het graf van de acht mummies lag ongeveer 200 meter buiten Qilakitsoq en was ongebruikelijk omdat het meerdere personen bevatte. Bij gebrek aan aarde was de ingang van de spelonk, zoals gangbaar was, afgedekt met grote stenen, waardoor de lichamen beschut lagen tegen weersinvloeden en roofdieren. De koele, droge ligging bood een goede basis voor natuurlijke mummificatie. Binnenin lagen twee groepen mummies op elkander gestapeld, met ongeveer een meter afstand tussen beide groepen. De lijken waren volledig gekleed en ingepakt met zeehondenvellen, platte stenen en gras.
Aanvankelijk werd uitgegaan van twee aparte families, maar door analyse van mitochondriaal DNA is aangetoond dat de overschotten wel degelijk verwant waren. Het resultaat van C14-datering was dat de lijken waarschijnlijk van circa 1475 dateerden, met een marge van 50 jaar eerder of later. De mummies werden door de onderzoekers zorgvuldig behandeld: ze werden niet kunstmatig geconserveerd, en de vier best bewaarde exemplaren werden noch uitgekleed, noch opengesneden.

### Indeling

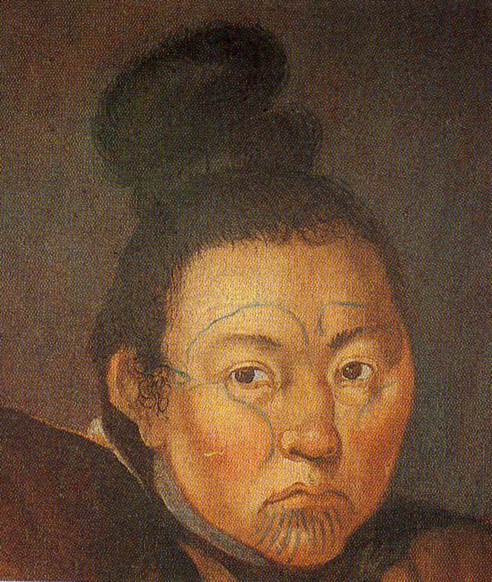
Getatoeëerde Inuitvrouw uit 1654. Haar tatoeages komen vrijwel overeen met die van de mummies van Qilakitsoq.

De mummies werden door de eerste onderzoekers geordend in twee groepen zoals ze werden aangetroffen, van boven naar beneden.

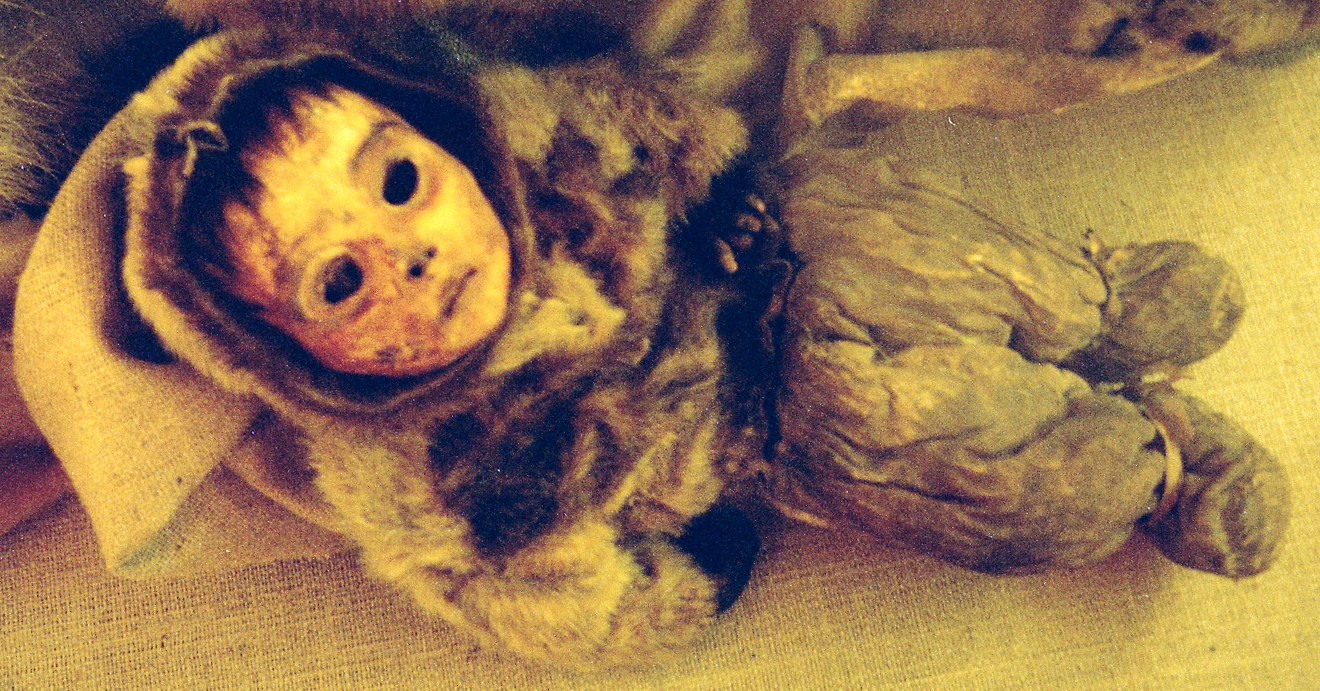
Mummie I/1

Graf 1
I/1 ca. 6 maanden oude jongen
Deze best bewaarde mummie werd aanvankelijk door de ontdekkers voor een pop gehouden. Vermoedelijk gaat de uiterst goede conservering terug op het snelle verlies van lichaamswarmte door toedoen van de geringe afmetingen van de mummie. Hij stamt waarschijnlijk af van I/4 of II/7. Het is mogelijk dat hij na de dood van zijn moeder levend begraven of verstikt werd, zoals men met kinderen onder twee jaar placht te doen om ze niet aan een langzame hongerdood bloot te stellen.
I/2 vierjarige jongen
Ook bij deze jongen wordt vermoed dat hij levend achtergelaten werd, in het bijzonder omdat hij waarschijnlijk aan het Downsyndroom leed en het achterlaten van gehandicapte kinderen destijds een gangbare werkwijze was. Er zijn geen aanwijzingen dat hij gewurgd werd; de jongen kan evengoed aan de rechtstreekse gevolgen van zijn aandoening gestorven zijn. Er zijn echter wel aanwijzingen dat deze mummie na de dood nog eens herbegraven werd.
I/3 20- tot 30-jarige vrouw
Dit is waarschijnlijk de dochter van II/6 of II/8 en niet, zoals oorspronkelijk aangenomen, de zuster van I/4. Ook deze vrouw wordt in het museum in Nuuk tentoongesteld. Mogelijke doodsoorzaak is een niersteen of ileus.
I/4 vrouw van in de 30
Ook deze vrouw is goed bewaard en valt in het museum te bezichtigen. Dit is mogelijkerwijze de zuster van II/7.
I/5 vrouw van circa 50
DNA-analyse heeft uitgewezen dat deze vrouw, althans in vrouwelijke lijn, niet met de andere mummies verwant is.
Graf 2
II/6 vrouw van circa 50
Deze goed bewaarde mummie, die eveneens in het museum te bezichtigen valt, is waarschijnlijk de zuster van II/8. Haar tatoeage is opvallend verschillend van die van de overige vrouwen.
II/7 vrouw van circa 20
Deze vrouw kan de zuster van I/4 zijn geweest. Zij was niet getatoeëerd, hetgeen mogelijkerwijze op haar status als vrijgezel wijst. Haar darminhoud werd onderzocht: zoals verwacht had ze weinig plantaardig voedsel gegeten, maar verrassend genoeg bevatten haar ingewanden tevens pollen en resten van ten dele verbrand hout dat in deze streek niet voorkomt. Haar longen bevatten meer roet dan die van hedendaagse bewoners van grote steden, hetgeen wellicht op het gebruik van lampen met levertraan in nauwe woningen teruggaat. De kleding van deze mummie was goed bewaard, maar het lichaam zelf niet. Ondanks een grondig onderzoek van haar interne organen kon de doodsoorzaak niet worden vastgesteld.
II/8 vrouw van circa 50
Deze mummie is bijzonder slecht geconserveerd. Het betreft mogelijkerwijze de zuster van II/6. Zij leed aan een kwaadaardige tumor die een terminaal stadium had bereikt en waarschijnlijk haar gezicht en gehoor in het gedrang bracht. Daarnaast had ze een schouderbreuk opgelopen die slecht was geheeld; zij kan aan haar slechte gezondheidstoestand overleden zijn. Zoals de andere oudere vrouwen miste ook zij enkele tanden. De tanden van alle oudere mummies vertoonden duidelijke slijtageverschijnselen, die niet enkel door het ruwe voedsel waren teweeggebracht, maar evenzeer door het gebruik van de tanden om dierenhuiden vast te houden tijdens het ontharen en looien van leder. Een slecht gebit was bij de Inuit uiterst gevaarlijk, aangezien zij hoofdzakelijk taai vlees aten, dat niet zelden rauw was.

## Kleding
Alle mummies waren volledig aangekleed; het was gebruikelijk lijken aangekleed te begraven, omdat men dacht dat de mensen hun kleren nodig hadden op hun reis naar het land der doden. In totaal werden 78 kledingstukken ontdekt. De mummies droegen laarzen (kamit) van zeehondenvellen die nagenoeg waterdicht aaneen waren genaaid en tegen de koude geïsoleerd met hooi. Hieronder werden meestal sokken gedragen. De mummies droegen in principe twee lagen kleding: twee broeken (een lange over een korte) en een buitenste en binnenste anorak (mummie II/8 droeg drie anoraks). De interne anoraks bestaan voor het grootste gedeelte uit vogelleder, waarbij voor één tot vijf verschillende vogelsoorten werden gebezigd; de buitenste lagen bestaan uit zeehondenvellen. De ordening van de kleuren wijst op een esthetische voorkeur.